# Compsodecta
Compsodecta là một chi nhện trong họ Salticidae.